# Apisai Ielemia
Apisai Ielemia (Tuvalu, 19 de agosto de 1955 - Tuvalu, 19 de novembro de 2018) foi um político tuvaluano. Foi o primeiro-ministro de Tuvalu entre 2006 e 2010. Foi eleito para o parlamento de Tuvalu como político independente, representando o atol de Vaitupu.